# Iakivți, Kiverți
Iakivți (în ucraineană Яківці) este un sat în comuna Hremeace din raionul Kiverți, regiunea Volînia, Ucraina.

## Demografie
Componența lingvistică a localității Iakivți
     Ucraineană (99,19%)
     Alte limbi (0,81%)
Conform recensământului din 2001, majoritatea populației localității Iakivți era vorbitoare de ucraineană (99,19%), existând în minoritate și vorbitori de alte limbi.